# 小野お通
小野 お通（おの の おつう、生没年不詳）は、安土桃山時代から江戸時代初期にかけての女性。浄瑠璃の嚆矢『十二段草子』の作者と誤伝されてきた謎多き人物である。阿通、於通とも書き、「おづう」とも読む。

## 人物
その出自や経歴については諸説ある。生年は1568年（永禄10年）と見られるが、没年は1631年（寛永8年）とする説や、1616年（元和2年）とする説がある。大日本史料によると、美濃国の地侍・小野正秀の娘で、淀殿に仕えたという。あるいは美作国津山城の東、押入下村の岸本彦兵衛の娘とする説や、九条稙通に和歌を学び、織田信長や豊臣秀吉、高台院に仕えたとする説、豊臣秀次の家人・塩川志摩守の妻となり一女を儲けたのち離別し、東福門院や新上東門院に仕えたとする説などがある。
詩歌・琴・書画など万藝に秀でた才女であったという。寛永の三筆の一人である公家・近衛信尹に書を習ったとされ、当代を代表する女筆、お通流と謳われた。醍醐花見短籍や歌仙手鑑が現存するほか、柿本人丸画像や達磨図の自画賛ものが伝存する。
浄瑠璃の起源とされる『十二段草子』（『浄瑠璃物語』ともいう）の作者に擬せられてきたが、浄瑠璃はお通の生前15世紀半ばには成立していたと見られ、作者説は否定されている。また、『十二段草子』中編15本に曲節をつけた改作者とする説が有力になったこともあるが、不特定多数の手になる語り物の性質上、作者や改作者を特定の人物に擬すことは疑問視されている。近世初期、新興の浄瑠璃は賤しめられており、その対抗として、当時の権力者に近い才媛のお通が創作者に祭り上げられたと考えられる。
真田信之はお通に思いを寄せていたという説がある。信之が元和8年(1622年)に上田藩から松代藩へ転封になった際、お通から見舞状を受け取った信之は、返書に姥捨山や更科といった古典に出てくる名勝が松代藩領となっているのでぜひとも松代に下って来てほしい、とお通に松代へ来るよう誘っている。お通の娘の宗鑑尼（そうかんに、? - 1679年・延宝7年12月18日没）は、信之の次男で信濃国松代藩第2代藩主・真田信政の側室となり、信就を生んだ。真田氏ゆかりの広徳寺には信就と宗鑑尼の墓が並んでいる。

## 登場作品
- 『真田太平記』（池波正太郎）
- 『真田太平記 (テレビドラマ)』（1985～86年、NHK新大型時代劇、演：竹下景子）
- 『戦国艶武伝』（竹内けん）
- 『イシュタルの娘〜小野於通伝〜』（大和和紀、BE・LOVE（講談社））
- 『真田丸』（2016年、大河ドラマ、演：八木亜希子）

## 文献
- 真田淑子『小野お通』風景社、1990年5月。
- 小椋一葉『小野お通 歴史の闇から甦る桃山の華』河出書房新社、1994年5月。
- 笠原ひさ子『小野家の女たち、小町とお通』翰林書房、2001年12月。